# Río Nalón
Río Nalón este o arie protejată (arie specială de conservare — SAC, sit de importanță comunitară — SCI) din Spania întinsă pe o suprafață de 721,3 ha, integral pe uscat.

## Localizare
Centrul sitului Río Nalón este situat la coordonatele 43°24′13″N 6°02′51″W / 43.4037°N 6.0476°V.

## Înființare
Situl Río Nalón a fost declarat sit de importanță comunitară în mai 1999 pentru a proteja 15 specii de animale. Situl a fost protejat și ca arie specială de conservare în decembrie 2014.

## Biodiversitate
Situată în ecoregiunile atlantică și marină Atlantică, aria protejată conține 5 habitate naturale: Lande oro-mediteraneene cu formațiuni endemice de grozamă, Pajiști uscate seminaturale și facies de acoperire cu tufișuri pe substraturi calcaroase (Festuco-Brometalia) (* situri importante pentru orhidee), Pante stâncoase calcaroase cu vegetație casmofită, Păduri de Quercus ilex și Quercus rotundifolia, Păduri aluvionare cu Alnus glutinosa și Fraxinus excelsior (Alno-Padion, Alnion incanae, Salicion albae).
La baza desemnării sitului se află mai multe specii protejate:
- păsări (4): pescăruș albastru (Alcedo atthis), rață mare (Anas platyrhynchos), stârc cenușiu (Ardea cinerea), Phalacrocorax carbo sinensis
- amfibieni (2): Chioglossa lusitanica, Discoglossus galganoi
- mamifere (2): Galemys pyrenaicus, vidră de râu (Lutra lutra)
- nevertebrate (2): Elona quimperiana, Euplagia quadripunctaria
- pești (5): Alosa alosa, Chondrostoma polylepis, zvârluga (Cobitis taenia), Petromyzon marinus, somonul (Salmo salar)